# الكارة (الوسطانية)
الكارة هو دُوَّار يقع بجماعة أوفوس، إقليم الرشيدية، جهة درعة تافيلالت في المملكة المغربية. ينتمي الدوّار لمشيخة الوسطانية التي تضم 3 دواوير. يقدر عدد سكانه بـ 9 نسمة حسب الإحصاء الرسمي للسكان والسكنى لسنة 2004.

## روابط خارجية
- البوابة الوطنية للجماعات الترابية
- المندوبية السامية للتخطيط